# Stefano Sturaro
Stefano Sturaro (ur. 9 marca 1993 w San Remo) – włoski piłkarz występujący na pozycji pomocnika w tureckim klubie Fatih Karagümrük. W swojej karierze reprezentował także barwy Modeny i Genui.

## Juventus F.C.
W 2014 zainteresował działaczy Juventus F.C. i sprzedany, początkowo został jednak na wypożyczeniu w Genoi. Od początku 2015 grał już u mistrzów Włoch.
W Turynie nigdy nie został piłkarzem, od którego Massimiliano Allegri zaczynał ustalanie składu, niemniej dał się zapamiętać z kilku decydujących zagrań w ważnych spotkań. Szczególnie wspominane jest jego efektowne wybicie piłki z linii bramkowej w półfinale Ligi Mistrzów z Realem Madryt. Z kolei rok później, w 1/8 tych rozgrywek, jego gol uratował remis w Turynie z Bayernem, co doprowadziło do jeszcze bardziej emocjonującego, choć ostatecznie przegranego, rewanżu.
Duża konkurencja w linii pomocy oraz późniejsze problemy z kontuzjami spowodowały, że mimo przebłysków, nie zrobił wielkiej kariery w Juventusie.
W 2018 roku został wypożyczony do Sportingu, ale problemy zdrowotne nie pozwoliły my rozegrać nawet jednego meczu.

## Powrót doGenoa CFC
Pół roku później, po raz kolejny zgłosiła się Genoa CFC. Wypożyczyli Stefano a latem 2019 ostatecznie go wykupili.
Pierwszy mecz po powrocie miał wymarzony, wszedł wprawdzie dopiero w 70. minucie, ale chwilę później jego bramka dała prowadzenie w spotkaniu z...byłym zespołem, Juventusem, ostatecznie Genoa wygrała 2:0.
Później było różnie z formą i zdrowiem, przez rok wystąpił w tylko kilkunastu spotkaniach Serie A. W kolejnych latach grał dla Genui i został wypożyczony do Hellas Verona. W sierpniu 2023 na zasadzie wolnego transferu przeszedł do tureckiego Fatih Karagümrük SK.

## Reprezentacja
Były młodzieżowy reprezentant Włoch.
W "dorosłej" reprezentacji Włoch zadebiutował 6 czerwca 2016 w wygranym 2:0 meczu z Finlandią.
Antonio Conte, który był w tym czasie selekcjonerem, dobierał piłkarzy mających nie tylko umiejętności techniczne, ale także (a może przede wszystkim) walecznych i co najważniejsze, spełniających jego zadania taktyczne. Z tego i innych powodów, ostatecznie na Euro 2016 zabrał m.in. nie kreatywnego Jorginho, a właśnie Stefano Sturaro.
Stefano zebrał raczej pozytywne recenzje (choć niewątpliwie dyskutowano nad jego powołaniem), wystąpił w pierwszym składzie ćwierćfinału z Niemcami, ponieważ niedostępny na ten mecz był Daniele De Rossi (Sturaro zagrał też w ostatnim meczu grupowym z Irlandią, gdzie pewni awansu Włosi wystąpili w częściowo rezerwowym składzie).
Ostatecznie Włosi doprowadzili do rzutów karnych, ale w nich lepsi byli mistrzowie świata.